# Piskî, Nova Odesa
Piskî (în ucraineană Піски) este un sat în comuna Huriivka din raionul Nova Odesa, regiunea Mîkolaiiv, Ucraina.

## Demografie
Componența lingvistică a localității Piskî
     Ucraineană (85,46%)
     Rusă (13,86%)
     Alte limbi (0,55%)
Conform recensământului din 2001, majoritatea populației localității Piskî era vorbitoare de ucraineană (85,46%), existând în minoritate și vorbitori de rusă (13,86%).